# Bodo (Txad)
Bodo és una sotsprefectura de la Regió de Logone Occidental, a Txad.

## Demografia
|      | Població |
| ---- | -------- |
| 1993 | -        |
| 2009 | 6 717    |